# 95783 Marceloemilio
95783 Marceloemilio este o planetă minoră (asteroid) din centura de asteroizi. A fost descoperită pe 27 martie 2003 la  de . 
Obiectul prezintă o orbită caracterizată de o semiaxă mare de 2,2765013512234 UAi, o excentricitate de 0,17913726337455, o înclinație de 3,0852926439718 ° în raport cu ecliptica.